# Klosterskovgård (Møn)
 For alternative betydninger, se Klosterskovgård. (Se også artikler, som begynder med Klosterskovgård)
Klosterskovgård er en landbrugsejendom på 206 hektar i Keldby Sogn på Møn, beliggende ca. 1 km. nord for Spejlsby.
Klosterskovgård hørte oprindeligt under Nordfelt gods.